# Goethe-Gedenkstein (Luxemburg)

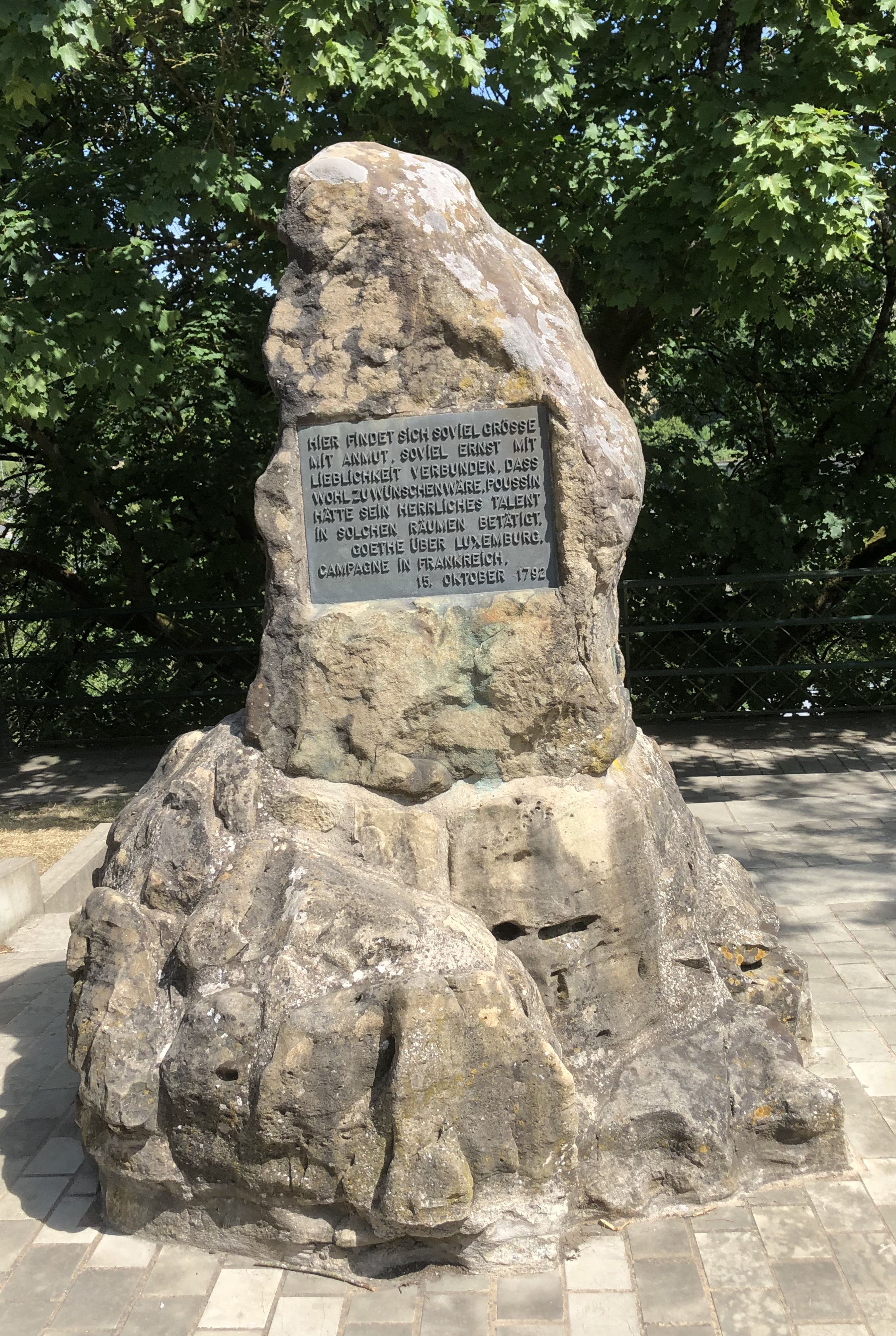
Goethe-Gedenkstein im Jahr 2022

Goetherelief auf der Rückseite

Der Goethe-Gedenkstein ist ein an Johann Wolfgang von Goethe erinnerndes Denkmal in Luxemburg.

## Lage
Das Denkmal steht auf dem Bockfelsen am Clausener Berg in der Innenstadt der Stadt Luxemburg.

## Gestaltung und Geschichte
Der Gedenkstein erinnert an den Aufenthalt Goethes in Luxemburg im Jahr 1792. Der Stein wurde im Jahr 1935 auf eine Anregung der Luxemburger Studentenvereinigung Assoss gesetzt. Auf der Vorderseite ist eine Inschriftentafel mit einem auf Luxemburg bezogenen Zitat Goethes eingelassen. Auf der Rückseite befindet sich ein Goethe darstellendes Medaillon. An der rechten Seite verweist eine Tafel auf die Errichtung durch Assoss. Sowohl die Inschriften als auch das Medaillon wurden vom Luxemburger Bildhauer Albert Kratzenberg geschaffen.
Die Inschrift auf der Vorderseite lautet:
Die seitliche Tafel trägt die Inschrift: